# Philippe Dupont
Philippe Constant Guy Marie Léon Dupont (Rocourt, 28 februari 1964) is een Belgisch voormalig schutter.

## Levensloop
Dupont nam deel aan de Olympische Zomerspelen van 1996 te Atlanta. In het onderdeel 'trap' eindigde hij er op een 20e plaats in het eindklassement, in de 'dubbele trap' op de 19e.
Daarnaast nam hij 12x deel aan de wereldkampioenschappen (1994, 1995, 1998, 2001-2003, 2005-2007, 2009-2011) en 18x aan de Europese kampioenschappen (1992, 1994-2002, 2004-2011). Zijn beste resultaat in het onderdeel 'trap' op een WK behaalde hij in 1995 te Nicosia (4e), in de 'dubbele trap' behaalde hij er zijn beste resultaat in 1998 te Barcelona. Ook behaalde hij eenmaal zilver (1995 te Lahti) en eenmaal brons (1998 te Nicosia) op het onderdeel 'trap' op de Europese kampioenschappen. Zijn beste resultaat (4e) in de 'dubbele trap' behaalde hij in 1992 te Istanbul. Ook won hij in 1994 het onderdeel 'trap' op de wereldbeker-wedstrijd te Caïro.
In september 2013 werd hij voorzitter van 'Revolver Club' te Outtersteene. Hij volgde in deze hoedanigheid Jean-Marie Coddeville op.